# Microtreta longicornis
Microtreta longicornis är en tvåvingeart som beskrevs av Amnon Freidberg 2002. Microtreta longicornis ingår i släktet Microtreta och familjen borrflugor.
Artens utbredningsområde är Kenya. Inga underarter finns listade i Catalogue of Life.